# Nylon (musikalbum)
Nylon är ett musikalbum av Anna Vissi. Albumet består av två CD-skivor och på varje skiva är det en dubbelsida med en CD-sida och en DVD-sida. På den andra skivan finns Anna Vissi stora hit Call Me som låg etta på listorna i USA tidigare år. Albumet Nylon har sålts tillsammans med Maxisingeln Everything och då hette det: Nylon - Euro Edition.